# Skogsbränderna i Grekland 2007

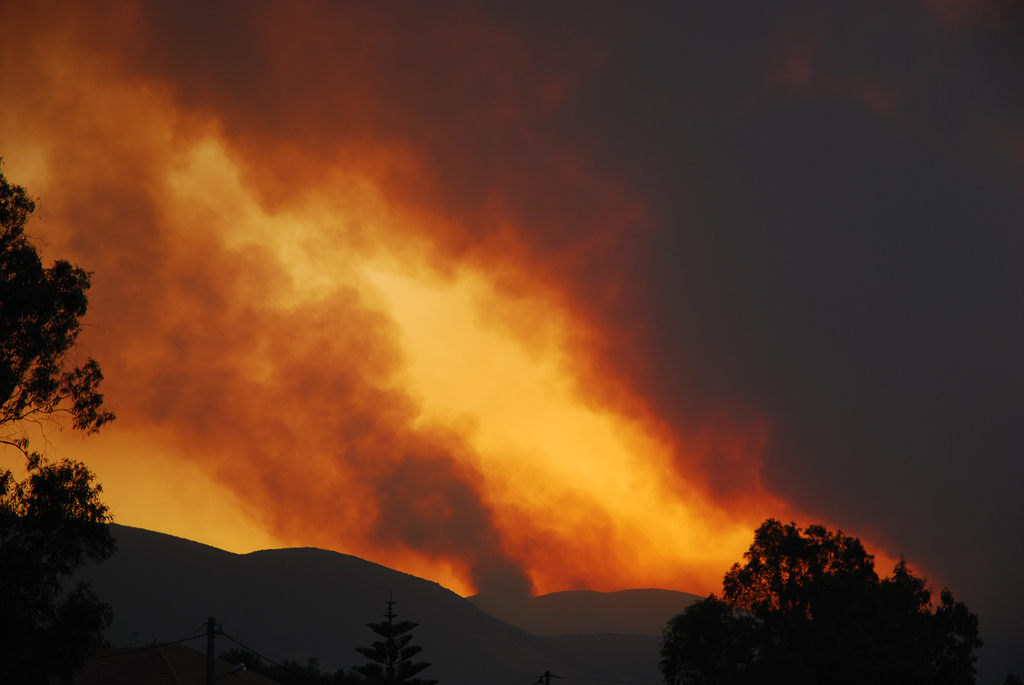
Skogsbrand i Zakynthos, 25 juni 2007.

Skogsbränderna i Grekland 2007 var en serie våldsamma skogsbränder som härjade i flera områden i Grekland, med centrum på ön Evia nordöst om Aten. Över 3000 bränder registrerades över hela landet mellan juni och september. Den mest förödande och dödliga branden bröt ut 23 augusti, som spred sig okontrollerat i fem dagar fram till den 27 augusti då brandbekämpare fick kontroll på elden och lyckades släcka den i början på september. 

## Följder
Hårdast drabbade var de västra och södra delarna av Peloponnesos samt södra Euboea. Totalt miste 68 personer livet, 1000 bostäder blev totalförstörda och ytterligare 1600 byggnader och annan infrastruktur som arbetsplatser, kyrkor, lager etc blev helt eller delvis förstörda. Ungefär 270 000 hektar skog, olivlundar, vinodlingar och jordbruksmark brändes, vilket motsvarar cirka 2% av Greklands yta. Greklands regering uppskattade den sammanlagda kostnaden för skogbränderna till över 2 miljarder euro, varpå man sökte stöd från Europeiska unionens solidaritetsfond som beviljade ett stöd värt 89,8 miljoner euro. I Greklands högstadivision i fotboll för herrar skulle säsongen börjat den 26 augusti 2007, men fick skjutas upp.